# The Ballad of Jack and Rose
The Ballad of Jack and Rose es una película de drama de Estados Unidos, dirigida por Rebecca Miller en 2005. Protagonizada por Camilla Belle y Daniel Day-Lewis, fue filmada en Canadá y Estados Unidos.

## Historia
Poético relato sobre la relación de un padre y su hija viviendo aislados del mundo en lo que quedó de una comunidad hippie, y la transformación de sus vidas con la llegada a la casa de la novia del padre y sus hijos para cuidar de él debido a una enfermedad terminal.

## Reparto
- Camilla Belle (Rose Slavin)
- Daniel Day-Lewis (Jack Slavin).
- Catherine Keener (Kathleen)
- Kathryn Newton (Valerie Slavin)
- Paul Dano (Thaddius)
- Ryan McDonald (Rodney)
- Jena Malone (Red Berry)
- Beau Bridges (Marty Rance)
- Jason Lee (Gray)
- Susanna Thompson (Miriam Rance)